# Alpenmarmot
De alpenmarmot (Marmota marmota) is een knaagdier uit de familie van de eekhoorns (Sciuridae). De wetenschappelijke naam van de soort werd als Mus marmota in 1758 gepubliceerd door Carl Linnaeus. Ze komt voor in de Alpen, en is in meerdere andere Europese berggebieden door de mens geïntroduceerd.

## Kenmerken
De alpenmarmot heeft een compact gebouwd lichaam met een grote kop en korte poten. De voorpoten hebben vier tenen, de achterpoten vijf. De kleine oren zitten vrijwel geheel in de huid verborgen. Die bestaat uit een harige vacht met daaronder een bijzonder dikke vetlaag, essentieel als voedselreserve tijdens de winterslaap en om het dier warm te houden. Ook de staart is dikbehaard.
De kleur van de vacht varieert van grijs tot geelachtig bruin. Aan het begin van de zomer, in juni en juli, soms in augustus, is de marmot in de rui.
Een volwassen alpenmarmot is tussen de 50 en 55 centimeter lang. De staart is nog eens een 15 tot 20 centimeter lang. Haar gewicht varieert doorheen het jaar. In september, wanneer ze het zwaarst is, kan ze tussen de 4,3 en 6 kilogram wegen. In de lente weegt ze ongeveer drie kilogram. Mannetjes zijn zwaarder dan vrouwtjes.

## Gedrag
De alpenmarmot voedt zich met grassen, kruiden en zeggen, soms aangevuld met bloemen, onrijpe vruchten en wortels. Het is een dagdier, dat in de regel de gehele dag door actief is. Op zeer warme dagen komt ze echter alleen 's ochtends en 's avonds tevoorschijn.
Alpenmarmotten leven in familieverband in een diep, uitgebreid gangenstelsel, dat een burcht wordt genoemd. Een groep bestaat uit twee tot twintig dieren, bestaande uit een dominant paartje en hun nakomelingen uit verscheidene jaren. Ook zijn er zwervers, die geen vast woongebied hebben.
Bij gevaar laten ze een korte, scherpe, fluitende alarmroep horen, waarna alle marmotten het gangenstelsel invluchten. De nestkamer, waarin de dieren slapen, ligt zeer diep, en is bekleed met gras. De ingang van de nestkamer wordt afgesloten tijdens de winterslaap, die duurt van oktober tot april. Meerdere dieren liggen bij elkaar tijdens de winterslaap. Tijdens de winterslaap kan de lichaamstemperatuur dalen tot een temperatuur van 5 °C. De alpenmarmot is dan ook befaamd om haar winterslaap; hier komt de uitspraak 'slapen als een marmot' vandaan.
De paartijd valt in april en mei. Twee tot zes jongen worden na een draagtijd van 34 dagen in mei en juni geboren. Ze worden veertig dagen lang gezoogd. De dieren zijn na de tweede winterslaap geslachtsrijp en zullen zich in de derde zomer voortplanten.
De alpenmarmot wordt maximaal 15 à 18 jaar oud. Natuurlijke vijanden zijn onder andere steenarend, oehoe en vos. Jonge dieren vallen ten prooi aan de raaf, havik en steenmarter. Vroeger werden alpenmarmotten ook door de mens gedood.

## Verspreiding en leefgebied
De marmot is inheems in de Alpen en werd met succes ingevoerd in de Pyreneeën, de Karpaten, het Zwarte Woud en de oostelijke Alpen.
Het dier leeft op alpenweiden boven de boomgrens, tussen de 600 en 3200 meter boven zeeniveau, voornamelijk op de zuidkant van steile rotsige heuvels. Dieren die verblijven op een zuidelijke helling verliezen tijdens de winterslaap minder vet en zijn beter in staat om de winter te overleven. Dieren met hun burcht op een noordelijke helling hebben daarentegen minder last van zomerse hitte.